# Goldtagebau Damang
Der Goldtagebau Damang ist ein Goldtagebau im Südwesten Ghanas, in der Western Region 30 Kilometer nordöstlich der Tarkwa-Mine und 40 Kilometer nördlich von Tarkwa.

## Geschichte
Die nahe Abosso-Mine produzierte zwischen 1882 und 1956 insgesamt 2,7 Millionen Feinunzen Gold. Das Unternehmen Ranger Exploration suchte Anfang der 1990er Jahre im Umfeld des alten Bergwerks nach weiteren Lagerstätten und fand in nordöstlicher Richtung eine rund drei Kilometer lange erzhaltige Zone in geringer Tiefe. Diese Lagerstätte wurde nach weiteren Untersuchungen 1996 auf drei Millionen Feinunzen Gold geschätzt, der Abbau im Tagebau sollte bis zu einer Tiefe von 200 Metern rentabel sein. Im August 1997 begann die Förderung, Iamgold gehörten seit 2003 18,9 Prozent der Damang-Mine. Zusammen mit der Tarkwa-Mine wurde sie 2011 an Gold Fields verkauft.

## Geologie
Die Damang-Mine ist in paläoproterozoischen Gesteinen der Tarkwa-Gruppe im südlichen Teil des Ashanti-Gürtels gelegen. Die Goldmineralisierung ist an zwei verschiedene Gesteinstypen gebunden. Zum einen bildet ein Konglomerat das Wirtsgestein, in dem das Gold in gediegener Form zusammen mit feinkörnigem, dentritischem und authigenem Hämatit und Magnetit vorkommt. Darin befinden sich etwa 20 Prozent der Goldvorkommen. Der weitaus größere Teil des Goldes ist in mesothermalen Quarzgängen und mit Quarz verheilten Verwerfungen im Gestein zu finden, in Paragenese mit Serizit, Pyrit, Chlorit, Pyrrhotin, Biotit und Calcit.

## Förderung
Der Tagebau soll bis 2025 in Betrieb sein. Die Goldproduktion der Damang-Mine lag 2020 bei 223.000 Feinunzen Gold; die Produktionskosten betrugen 771 US-Dollar pro Unze.
| Art der Reserven         | Menge (2020)            | Goldgehalt pro Tonne | Feinunzen       |
| ------------------------ | ----------------------- | -------------------- | --------------- |
| Sichere Reserven         | 3,307 Millionen Tonnen  | 1,33 Gramm           | 0,141 Millionen |
| Wahrscheinliche Reserven | 13,320 Millionen Tonnen | 1,77 Gramm           | 0,756 Millionen |
| Total                    | 16,627 Millionen Tonnen | 1,68 Gramm           | 0,897 Millionen |